# Dnipropetrovsk Challenger 2005
Il Dnipropetrovsk Challenger 2005, noto anche come PEOPLEnet Cup per motivi di sponsorizzazione, è stato un torneo di tennis facente parte della categoria ATP Challenger Series nell'ambito dell'ATP Challenger Series 2005. Il torneo si è giocato a Dnepropetrovsk in Ucraina dal 14 al 20 novembre 2005 su campi in cemento indoor.

## Vincitori

### Singolare
Dick Norman ha battuto in finale  Raemon Sluiter con il punteggio di 7–6(2), 6(2)–7, 6–3

### Doppio
Lukáš Dlouhý /  David Škoch hanno battuto in finale  Tomáš Cibulec /  Lovro Zovko con il punteggio di 7–5, 6–4